# Hugo Herrestrup
Hugo Herrestrup (* 29. Januar 1933 in Kopenhagen; † 22. September 2009 ebenda) war ein dänischer Schauspieler.

## Leben
Hugo Herrestrup wuchs in Kopenhagen auf, wo er zeitlebens wohnte.
Nach seinem Schulabschluss absolvierte er von 1950 bis 1953 seine Schauspielausbildung an der Eleveskole des Königlichen Theaters Kopenhagen, wo er auch sein Bühnendebüt als Darsteller hatte. Von 1956 bis 1968 war er am Odense Teater als festes Ensemblemitglied engagiert. Als Bühnendarsteller wirkte er in zahlreichen Theaterstücken, Musicals und Kabarett-Programmen mit, so unter anderem auch am Folketeatret, am Aarhus Teater, am Theater Helsingør, am Betty-Nansen-Theater oder am Aalborg-Theater. In seiner rund viereinhalb Jahrzehnte lang andauernden Karriere wirkte er als Schauspieler vor der Kamera von 1953 bis 1996 in mehr als 70 Film-und-Fernsehproduktionen mit. Seine erste Rolle spielte er in einem Film der insgesamt achtteiligen Filmreihe Vater hoch vier. In den 1960er-Jahren wirkte er oftmals in Komödien mit. Daneben war er auch als Synchronsprecher für Zeichentrickfilme tätig. Im Jahr 1996 zog er sich aus dem Rampenlicht zurück.
Hugo Herrestrup starb im September 2009 im Alter von 76 Jahren. Seine Asche wurde im Meer verstreut.

## Filmografie (Auswahl)
- 1953: Vater hoch vier (Filmreihe)
- 1956: Schabernack der Liebe
- 1959: Charles Tante
- 1960: Kein Pardon nach Mitternacht
- 1961: Komtessen
- 1962: Rikki und die Männer
- 1962: Das tosende Paradies
- 1963: Fräulein unberührt
- 1965: Die Flottenpflaume
- 1965: Siebzehn – Vier Mädchen machen einen Mann
- 1965: 39 Seemänner und ein Mädchen
- 1966: Kleine Sünder – große Sünder
- 1969: Glassplinten
- 1973: Henry
- 1976: Blind makker
- 1977: Ein Haus in der Provinz (Fernsehserie, 1 Folge)
- 1978: You Are Not Alone
- 1982: Die parallele Leiche
- 1993: Vaerelse
- 1996: Den gronne Elevator